# Grauwinkl
Grauwinkl  ist ein Gemeindeteil der Stadt Hilpoltstein im Landkreis Roth (Mittelfranken, Bayern). Grauwinkl liegt in der Gemarkung Solar.

## Lage
Das Dorf liegt circa drei Kilometer ostsüdöstlich des Stadtkerns von Hilpoltstein an der Grenze zwischen dem Mittelfränkischen Becken und dem Vorland der Mittleren Frankenalb. Grauwinkl liegt an einer Gemeindeverbindungsstraße, die westlich des Ortes von der Staatsstraße 2238 abzweigt und nach Unterquerung der ICE-Strecke München–Nürnberg und der Autobahn A 9 nach Pierheim führt. Circa einen Kilometer nördlich von Grauwinkl verläuft der Main-Donau-Kanal mit der dortigen Schleuse Hilpoltstein.
Die Ortsflur ist circa 220 Hektar groß.

## Ortsnamensdeutung
Karl Kugler deutet den Ortsnamen als „Krähenwinkel“ von „kra“ = Krähe und „winkel“ = von Wald oder Bergen umgebene Gegend.

## Geschichte
Am 19. November 1311 bezeugt „Rudiger der Probst von Chrebinchel“ (= Grauwinkl) eine Schenkungsurkunde für das Zisterzienserinnenkloster Seligenporten. Der Ort gehörte zur Herrschaft Stein. Später war die Grundherrschaft zersplittert. So ist 1409 ein Hof von „Crewinkel“ im Besitz Elisabeth-Hospitals der Deutschordenskommende Nürnberg. 1451 ist in einer Urkunde von einem Ulrich Kärling zu „Kräwinkl“ die Rede, der der Pfarrei Jahrsdorf Äcker und Wiesen verkaufte.
Nach dem Aussterben der Herren von Stein mit Hilpolt IV. wurde deren Herrschaftsgebiet 1385 herzoglich-bayerisch und kam 1505, nach dem Landshuter Erbfolgekrieg, zu dem neuen Herzogtum Pfalz-Neuburg. Mit dem pfalz-neuburgischen Amt Hilpoltstein war Grauwinkl von 1542 bis 1578 an die Reichsstadt Nürnberg verpfändet. Mit diesem Herrschaftswechsel war auch ein sofortiger Religionswechsel verbunden; so war das Amt Hilpoltstein und damit auch Grauwinkl von 1542 bis 1627, als unter Pfalzgraf Wolfgang Wilhelm die Gegenreformation erfolgte, protestantisch. Die von Nürnberg vorgenommene Güterbeschreibung, das Salbuch von 1544, weist für „Crawinkel“ 13 „Höfe, Güter und Mannschaften“ aus; davon gehörten:
- 1 der Herrschaft Stein,
- 1 „hinter der 12 Brüder Stift in Nürnberg“,
- 1 der St. Marthastiftung in Nürnberg,
- 2 der Almosenstiftung zu Hilpoltstein,
- 1 dem Kloster St. Klara zu Nürnberg,
- 1 dem Nürnberger Patrizier Joachim Nützel,
- 1 dem Deutschordenshaus in Nürnberg,
- 1 der Familie von Breitenstein zu Nürnberg und
- 4 dem Gotteshaus zu (Hilpolt-)Stein.[11]

Ab 1578 war das Amt Hilpoltstein und damit auch Grauwinkl wieder pfalz-neuburgisch. 1727 wurde an der Stelle eines Bildstocks eine Kapelle errichtet, die 1804 abgetragen und 1814 wiedererrichtet wurde. Gegen Ende des Alten Reiches, um 1800, war Grauwinkl ein Dorf von 14 Untertanen-Anwesen, die sechs verschiedenen Grundherren gehörten, und zwar
- je eines der Elisabeth-Stiftung Nürnberg (Deutscher Orden) und dem Freiherrn Haller von Hallerstein zu Nürnberg,
- je zwei der Protestantischen Kultusstiftung Nürnberg und der Mell’schen Zwölfbrüder-Stiftung, sowie
- je vier der Pfarrkirche Hilpoltstein und dem Rentamt Hilpoltstein.

Die Hochgerichtsbarkeit übte seit 1505 das pfalz-neuburgische bzw. zuletzt kurbayerische Pflegamt Hilpoltstein aus.
Im Königreich Bayern (1806) wurde der Steuerdistrikt Jahrsdorf gebildet; zu ihm gehörte auch Grauwinkl, Solar und Schafhof (1837 ein Anwesen mit 16 Bewohnern), des Weiteren der Krohenhof, Patersholz mit Eibach und Pierheim mit Bischofsholz.
1867 hatte die Gemeinde Solar, also Solar, Grauwinkl und Schafhof zusammen 221 Einwohner und 78 Gebäude; Grauwinkl hatte 86 Einwohner und 30 Gebäude. 1875 gab es in Grauwinkl 131 Stück Rindvieh. Im gleichen Jahr wurden in der Landgemeinde Solar mit ihren drei Orten amtlicherseits 192 Einwohner, drei Pferde, 272 Stück Rindvieh, 266 Schafe und 51 Schweine gezählt. Die Kinder von Grauwinkl gingen am Pfarrort Jahrsdorf zur Schule. Um 1900 hatte die Gemeinde Solar 202 Einwohner, davon 82 in Grauwinkl.
Am 1. Januar 1971 wurde die bis dahin eigenständige Gemeinde Solar mit den Ortsteilen Auhof und Grauwinkl im Rahmen der Gebietsreform in Bayern in die Stadt Hilpoltstein eingemeindet.
1970 bis 1980 wurde das Flurbereinigungsverfahren durchgeführt. Bis in die 1970er Jahre lieferten die 13 Grauwinkler Milchbauern ihre Milch zweimal täglich am Milchhaus in der Dorfmitte ab. Im Rahmen der Dorferneuerung wurde nach dem Abriss des Milchhauses 2004 ein Dorfplatz mit einem aus einer unterirdischen Quelle gespeisten Brunnen, bestehend aus einem Jurastein als „Quellenstein“, angelegt. Ebenfalls im Rahmen der Dorferneuerung wurde 2004 bis 2006 ein Dorfgemeinschaftshaus als Anbau an die Maschinenhalle von 1990/91 errichtet.

## Einwohnerentwicklung
- 1818: 085 (18 Anwesen; 16 Familien)[21]
- 1861: 086 (30 Gebäude)[22]
- 1871: 081 (50 Gebäude)[23]
- 1904: 082 (16 Wohngebäude)[24]
- 1937: 079 (nur Katholiken)[25]
- 1950: 088 (14 Anwesen)[26]
- 1961: 072 (14 Wohngebäude)[27]
- 1970: 089[28]
- 1987: 110 (23 Wohngebäude, 24 Wohnungen)[29]

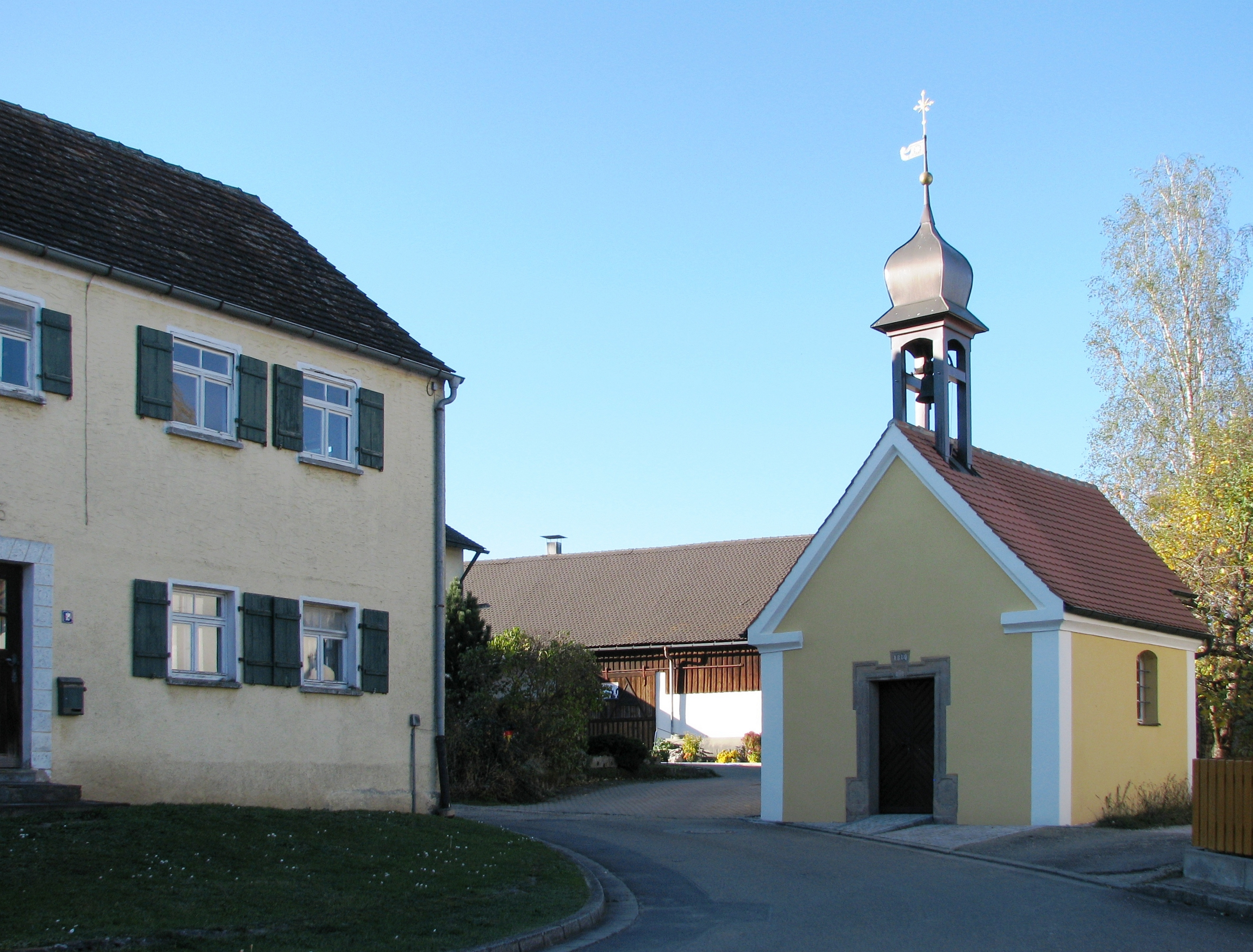
An der Ortskapelle

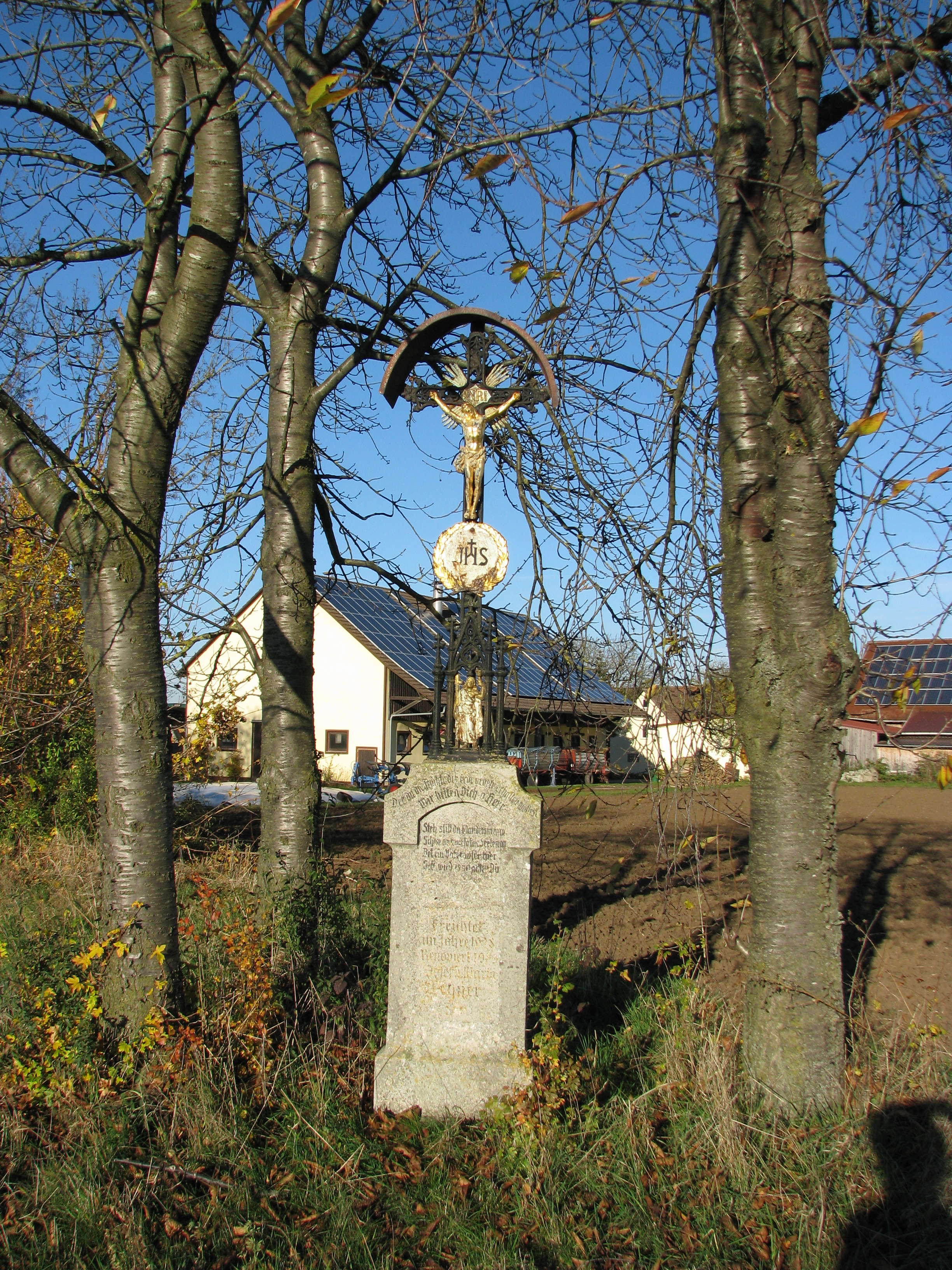
Wegkreuz des 19. Jahrhunderts in Grauwinkl

## Katholische Ortskapelle
Grauwinkl gehörte zunächst zur Pfarrei Hilpoltstein, noch im Mittelalter zur Pfarrei Jahrsdorf. Die Dorfkapelle, ein erdgeschossiger Putzbau mit Okulus-Fenstern, Satteldach, gekuppeltem Dachreiter (mit Glocke von 1958) und profiliertem Sandstein-Türgewände, ist mit 1814 bezeichnet. Sie ist der Nachfolgebau einer Kapelle, die von 1727 bis 1804 Bestand hatte. Von der Ausstattung sind erwähnenswert: Figuren von Jesus Christus und den Eichstätter Diözesanheiligen Willibald und Walburga, „volkstümliche barocke Schnitzarbeiten“, eine spätgotische Madonna mit Kind, eine barocke Josefsfigur und eine Kleinfigur „Jesus an der Geißelsäule“.

## Baudenkmäler
Außer der Ortskapelle gilt das Wohnstallhaus Grauwinkl 5, ein östlich neben der Ortskapelle stehender erdgeschossiger Satteldachbau mit verputztem Fachwerkgiebel aus der Mitte des 19. Jahrhunderts als Baudenkmal (Denkmalnummer D-5-76-127-138).

## Vereine
- Freiwillige Feuerwehr Solar-Grauwinkl, gegründet 1896
- Frauenstammtisch, gegründet 2001